# Mathias Thesen
Mathias Thesen (* 29. April 1891 in Trier-Ehrang; † 11. Oktober 1944 im KZ Sachsenhausen) war ein deutscher Gewerkschafter, Politiker (KPD) und Widerstandskämpfer gegen den Nationalsozialismus.

## Leben
Mathias Thesen arbeitete zunächst als Hüttenarbeiter, bevor er in den Bergbau wechselte. 1910 trat er dem Deutschen Metallarbeiter-Verband (DMV) und der SPD bei, 1916 wechselte er zur USPD. Teilnehmer an der Novemberrevolution, wurde er später Betriebsratsvorsitzender des Hafenbetriebs Walsum und 1920 führendes Mitglied der KPD, die in jenen Jahren eine außerordentlich starke Basis im niederrheinischen Bergarbeiter- und Industriemilieu hatte. Er wurde 1924 in die Stadtverordnetenversammlung des damals noch selbständigen Hamborn gewählt und Mitte der 1920er Jahre Vorsitzender der KPD-Fraktion. In der Stadtverordnetenversammlung setzte er sich besonders für die Interessen der Jugend, der Erwerbslosen und den Erhalt der Rheinaue als Sport- und Freizeitgebiet ein.
Als überzeugter Internationalist warb Mathias Thesen für die Solidarität mit dem großen britischen Bergarbeiterstreik von 1926. Die Schachtanlage Beeckerwerth trat für drei Schichten geschlossen in den Ausstand, unter großer Anteilnahme der Familien der Belegschaft.
Bei der Wahl 1928 wurde Mathias Thesen zum Reichstagsabgeordneten gewählt. Nach dem Zusammenschluss von Duisburg und Hamborn wurde er 1. Sekretär des neuen KPD-Unterbezirks Duisburg-Hamborn, dem auch linksrheinische Orte wie Homberg, Rheinhausen und Moers angehörten. Zeitgenossen haben seine entschlossene, aber stets ruhige und sachliche Art beschrieben. Er setzte vor allem auf politische Überzeugung und er war bekannt für seine menschliche Wärme und sein offenes Ohr, auch für andere als politische Probleme.
Nach der Machtergreifung der Nationalsozialisten nahm Thesen am 7. Februar 1933 an der illegalen Tagung des Zentralkomitees der KPD im Sporthaus Ziegenhals bei Berlin teil. Seit März 1933 untergetaucht, wurde Thesen am 14. September 1933 in Hamburg verhaftet und im KZ Fuhlsbüttel festgehalten. Am 26. Februar 1935 verurteilte ihn der Volksgerichtshof wegen schwerer Urkundenfälschung und Vorbereitung zum Hochverrat zu dreieinhalb Jahren Zuchthaus, die er in den Zuchthäusern Oslebshausen bei Bremen und Brandenburg verbrachte. Bei Ende der Strafhaft wurde Thesen im April 1937 in „Schutzhaft“ genommen und nach kurzer Haft in einem der Emslandlager ins KZ Sachsenhausen überführt. Am 3. Mai 1939 verurteilte ihn das Hanseatische Oberlandesgericht zu vier Jahren Zuchthaus und vier Jahren Ehrverlust. Laut Anklage soll Thesen während seiner Haft in Oslebshausen „hochverräterische Unternehmungen“ vorbereitet haben. Bis Mai 1943 in Vechta sowie im Zuchthaus Fuhlsbüttel inhaftiert, wurde Thesen erneut in „Schutzhaft“ genommen und im KZ Sachsenhausen gefangengehalten. Dort gehörte er der illegalen Lagerleitung an. Am 11. Oktober 1944 wurde er zusammen mit 26 weiteren Inhaftierten, darunter Rudolf Hennig und Ernst Schneller, erschossen, nachdem ihre Widerstandsaktivitäten aufgedeckt worden waren. Seine Frau Käte erhielt nach Monaten vom Lagerkommandanten auf ihren besorgten Brief die folgende Antwort: „Auf ihre obige Anfrage teilt die Kommandantur mit, dass Ihr Mann am 11. Oktober 1944 im hiesigen Lager wegen versuchter Meuterei und Aufwieglung erschossen wurde.“
Mathias Thesen steht im Totenbuch des KZ Sachsenhausen mit den Häftlingsnummern 413 und 67611 verzeichnet.

## Ehrungen

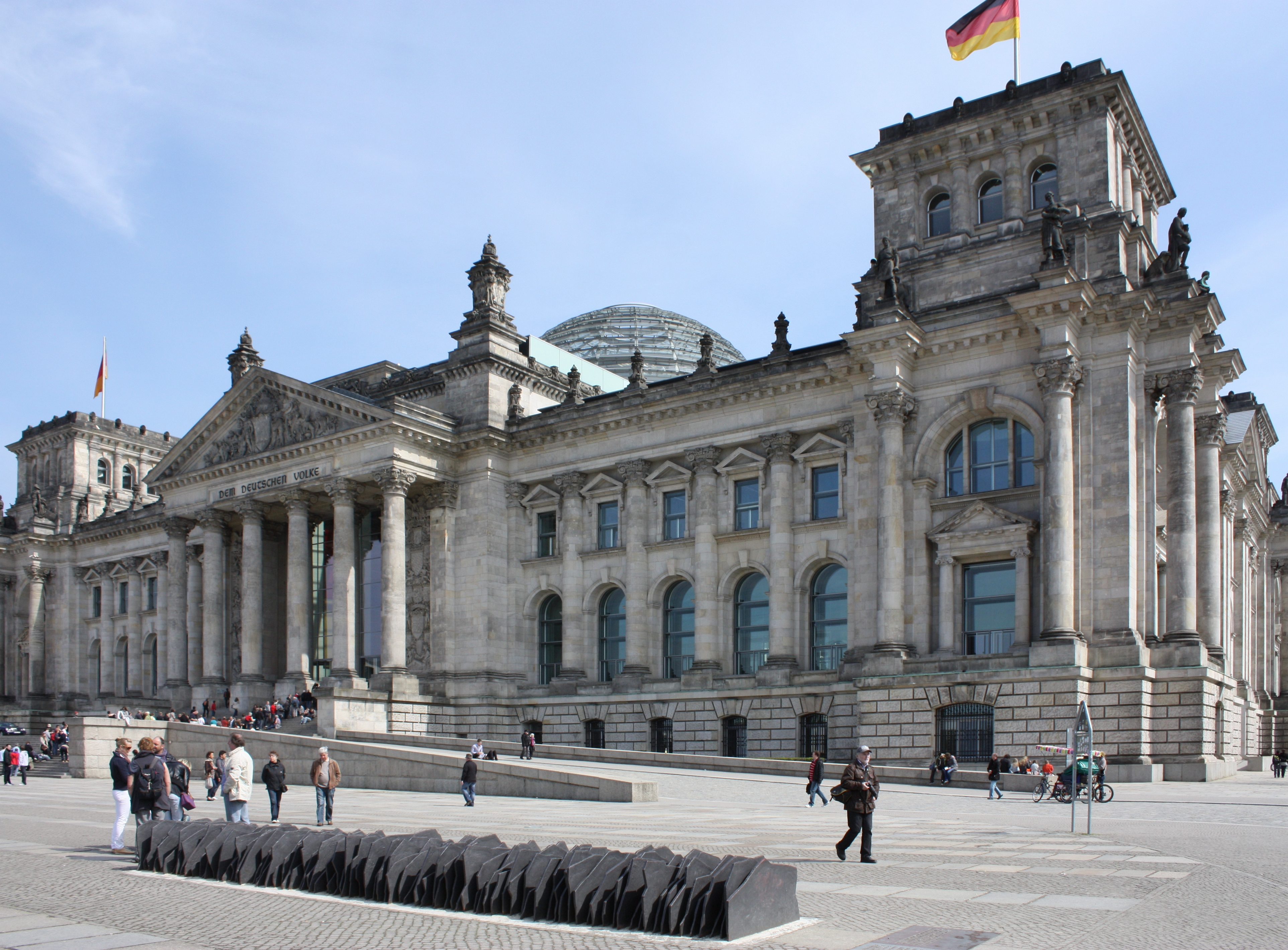
Gedenktafeln am Reichstag

- Von 1951 bis 1992 war die nach dem Zweiten Weltkrieg neu erbaute Werft der Hansestadt Wismar nach Mathias Thesen benannt.
- Seit 1992 erinnert in Berlin in der Nähe des Reichstags eine der 96 Gedenktafeln für von den Nationalsozialisten ermordete Reichstagsabgeordnete an Thesen.
- Eine Straße in der Nähe des ehemaligen Konzentrationslagers Sachsenhausen trägt seinen Namen, eine weitere ist im Rostocker Stadtteil Reutershagen nach ihm benannt.
- 1966 erhielt ein Frachtschiff des Typs X der Deutschen Seereederei der DDR den Namen Mathias Thesen.
- Im Ostseebad Boltenhagen (jetzt Landkreis Nordwestmecklenburg, damals Kreis Grevesmühlen, Bezirk Rostock, DDR) wurde ein Ferienlager während der 80er Jahre im Ortsteil Tarnewitz nach Mathias Thesen benannt, in dem auch Kinder und Jugendliche aus der BRD, den Niederlanden und Belgien ihre Sommerferien verbrachten.
- Ein Denkmal für Thesen in Wismar wurde nach 1990 abgerissen.
- In seinem Geburtsort Ehrang wurde am 12. Juni 1998 im Rahmen der 650-Jahr-Feier Ehranger Markt- und Stadtrechte eine Gedenktafel enthüllt. Die Gedenktafel ist ein Werk des Ehranger Künstlers Ulrich Lebenstedt. Sie wurde zunächst am Feuerwehrhaus Ehrang in der Nähe seines Geburtshauses angebracht und hängt inzwischen am Ehranger Bürgerhaus.
- Am 28. Oktober 2008 wurde ein Stolperstein vor seinem Geburtshaus in der Fröhlicherstr. 12 verlegt.[5]
- Das Gedenkzeichen „Klang der Erinnerung“ im ehemaligen Kommandanturbereich der Gedenkstätte Sachsenhausen ehrt seit 2014 Thesen und die anderen getöteten Häftlinge vom 11. Oktober 1944.